# Prunus simonii
Prunus simonii, llamado ciruela albaricoque y ciruela Simon, es un árbol del género Prunus. Fue descrito por primera vez por Elie-Abel Carrière en 1872 y es originario de la provincia de Hebei, China.
La especie no se conoce en un estado verdaderamente silvestre.
Ha sido importante para la cría de cultivares comerciales de ciruelas de cruces con otras especies del género Prunus.
La especie lleva el nombre de Gabriel Eugène Simon (1829–1896), un botánico y diplomático francés que envió muestras al Museo de París a principios de la década de 1860 mientras representaba al gobierno francés en China.
A partir de 1881, la especie se hizo comúnmente conocida en los Estados Unidos; habiendo sido introducido allí desde Francia.

## Descripción
Prunus simonii es un pequeño árbol de hoja caduca que crece hasta unos 6 metros (20 pies) de altura.  Las flores casi no producen polen; la fruta varía en calidad, puede ser amarga o agradable para comer y tiene forma plana.
Al igual que un albaricoque, la pulpa de la fruta se adhiere firmemente al hueso. El sabor suele ser amargo. La producción de frutas no es particularmente abundante. El fruto es de color rojo oscuro o "rojo ladrillo".
Las ramas son delgadas y las hojas oblongas.
En apariencia, la fruta es más plana que la mayoría de las ciruelas y se parece a un tomate. El fruto es particularmente aromático, mucho más que Prunus salicina, con un nivel comparativamente alto de acetato de hexilo, que le da a las ciruelas su aroma.

## Usos
El fitomejorador Luther Burbank dedicó mucho trabajo a la hibridación de esta especie con la ciruela japonesa ( Prunus salicina ) y desarrolló una serie de cultivares a partir del híbrido.
De estos, el cultivar 'Climax' fue particularmente notable por su importancia para la industria del transporte de frutas de California. Otros cultivares de ciruela influyentes que Burbank desarrolló con ascendencia de P. simonii incluyen 'All Fruit', 'Maynard', 'Chalco', 'Santa Rosa', y 'Formosa'.
Esas dos especies y la especie europea Prunus cerasifera han contribuido con la mayor parte de la constitución genética de los cultivares modernos de ciruelas de tipo japonés, con contribuciones menores de tres especies nativas americanas P. americana, P. angustifolia, y P. munsoniana.